# Puccinia paludosa
Puccinia paludosa är en svampart som beskrevs av Plowr. 1889. Puccinia paludosa ingår i släktet Puccinia och familjen Pucciniaceae.   Inga underarter finns listade i Catalogue of Life.